# Suri zovoj
Suri zovoj (lat. Bulweria fallax) je vrsta morske ptice roda Bulweria. Prirodna staništa su joj otvorena i plitka mora. Živi u Mozambiku, Maldivima, Džibutiju, Indoneziji, Pakistanu, Keniji, Omanu, Saudijskoj Arabiji, Sejšelima, Somaliji, SAD-u i Jemenu (sjeverozapadni Indijski ocean). Populacija varira 2500-9999 jedinki. Ova ptica ne leti visoko, uzima hranu s površine mora. Najčešće se hrani ribljim jajima, kolutićavcima i rebrašima. Najveća prijetnja su joj mačke, štakori i izlijevanje nafte u more.

## Vanjske poveznice
|  | Zajednički poslužitelj ima još gradiva o temi Bulweria fallax |
|  | Wikivrste imaju podatke o taksonu Bulweria fallax             |

- Slike  Arhivirana inačica izvorne stranice od 9. svibnja 2008. (Wayback Machine)